# ایه، اوکیناوا
ایه، اوکیناوا (به لاتین: Ie, Okinawa) یک منطقهٔ مسکونی در ژاپن است که در استان اوکیناوا واقع شده‌است. ایه  ۴٬۶۱۰ نفر جمعیت دارد.